# Armenska Sovjetska Socijalistička Republika
Armenska Sovjetska Socijalistička Republika - jedna od republika koje su sačinjavale Sovjetski Savez. To je ime zadržala od 1936. do 1990.

## Povijest
Armenija je Sovjetskom Socijalističkom Republikom postala 1920. Od 1922. do 1936. sačinjavala je dio Transkavkaske Sovjetske Socijalističke Federativne Republike zajedno s Gruzijskom SSR i Azerbejdžanskom SSR. 1988. započinju sukobi između Armenaca i Azerbejdžanaca oko Azerbejdžanske enklave Nagorno-Karabakh. Tu je regiju s armenskom većinom Staljin dodijelio Azerbejdžanskoj SSR. 1990. mijenja ime u Republiku Armeniju dok se godinu dana kasnije osamostaljuje raspadom SSSR-a.